# Verena Dengler
Verena Dengler (* 1981 in Wien) ist eine österreichische bildende Künstlerin.

## Leben und Werk
Dengler studierte an der Akademie der bildenden Künste Wien sowie an der Slade School of Fine Art in London. Ihr vielseitiges Werk umfasst Malerei, Installation, Stickerei, Text, Zeichnung und Performance. Mit ironischen und oft autobiografisch grundierten Bezügen setzt sie sich kritisch mit Geschlechterrollen, Gesellschaft und den Mechanismen des Kunstbetriebs auseinander.
Seit 2016 ist Dengler aktives Mitglied der Burschenschaft Hysteria, eines satirisch-feministischen Projekts, das konservative Burschenschaftsrituale bewusst überzeichnet, um patriarchale Strukturen zu hinterfragen und öffentlich sichtbar zu machen. Die Initiative verbindet künstlerische Intervention, Performance und Aktivismus – und steht damit in einer Linie mit Denglers ironisch-provokativer Praxis.
Ihre Arbeiten wurden in renommierten Institutionen gezeigt, darunter das mumok (Einzelausstellung Fantastischer Sozialismus, 2013), die Kunsthalle Bern (2017), die Kunsthalle Zürich und auf der Berlin Biennale. Neben ihrer künstlerischen Praxis ist Dengler auch als Autorin aktiv, u. a. für die Zeitschrift Texte zur Kunst.
Dengler lebt und arbeitet in Wien.

## Ausstellungen (Kurze Auswahl)
- 2013: Fantastischer Sozialismus, mumok, Wien[2]
- 2017: Jackie of All Trades & Her Radical Chic Academy, Kunsthalle Bern[3][4]
- 2018: Verlörung, Art Berlin, Berlin
- 2019: Hate Speech: Aggression and Intimacy, HALLE FÜR KUNST Steiermark, Graz[5]
- 2020: Die Galeristin und der schöne Antikapitalist, Secession, Wien[6]

## Auszeichnungen
- 2017: Museion Prize 1, Bozen[7]
- 2018: STRABAG Artaward International[8]
- 2016: Artist in Residence, University of Fine Arts Umeå, Schweden[9]

## Sammlungen
Werke von Verena Dengler finden sich in bedeutenden Institutionen wie dem Belvedere, dem mumok, dem MAK und dem Lentos sowie im Museion, Bozen.